# Alex Aranburu
Alexander „Alex“ Aranburu Deba (* 19. September 1995 in Ezkio-Itsaso, Baskenland) ist ein spanischer Radrennfahrer.

## Sportlicher Werdegang
Aranburu, der im Juniorenbereich 2013 spanischer Straßenmeister der Junioren wurde, schloss sich im Erwachsenenbereich 2015 dem UCI Continental Team Murias Taldea an. Er wechselte 2017 zum UCI Professional Continental Team Caja Rural-Seguros RGA, für das er 2018 das Eintagesrennen Circuito de Getxo gewann und mit der Vuelta a España 2018 seine erste Grand Tour bestritt, die er als 108. beendete. Es folgten 2019 Etappensiege bei der Vuelta a Madrid und der Vuelta a Burgos.
Zur Saison 2020 schloss sich Aranburu dem UCI WorldTeam Astana an. Er belegte beim Klassiker Mailand–San Remo 2020 und 2021 jeweils den siebten Rang. Durch eine Attacke auf der letzten Abfahrt gewann er die hügelige zweite Etappe der Baskenland-Rundfahrt und damit sein erstes Rennen der UCI WorldTour.
Zur Saison 2022 wechselte Aranburu zum Movistar Team. Bei der Tour du Limousin 2022 stand er bei allen vier Etappen auf dem Tagespodium und sicherte sich damit auch den Gewinn der Gesamtwertung. Im Juni 2024 siegte er mit einem langen Solo bei den spanischen Meisterschaften.
Im Jahr 2025 wechselte Aranburu im Alter von 29 Jahren zum französischen UCI WorldTeam Cofidis, für das er die 3. Etappe Baskenland-Rundfahrt 2025 gewann. Sein Sieg wurde ihm kurzzeitig jedoch aberkannt, da er einen Kreisverkehr auf den letzten Metern irregulär durchfahren hatte. Nach dem Einspruch seiner Mannschaft wurde ihm der Etappensieg jedoch wieder zugesprochen.

## Erfolge
2013
- Spanischer Meister – Straßenrennen (Junioren)

2018
- Circuito de Getxo

2019
- eine Etappe Vuelta a Madrid
- eine Etappe und Punktewertung Vuelta a Burgos

2021
- eine Etappe Baskenland-Rundfahrt

2022
- Gesamtwertung und eine Etappe Tour du Limousin

2024
- Sprintwertung Baskenland-Rundfahrt
- eine Etappe Belgien-Rundfahrt
- Spanischer Meister – Straßenrennen

2025
- eine Etappe Baskenland-Rundfahrt

## Wichtige Platzierungen
| Grand Tour            | 2018 | 2019 | 2020 | 2021 | 2022 | 2023 | 2024 | 2025 |
| --------------------- | ---- | ---- | ---- | ---- | ---- | ---- | ---- | ---- |
| Giro d’ItaliaGiro     | –    | –    | –    | –    | –    | –    | –    | –    |
| Tour de FranceTour    | –    | –    | –    | 74   | –    | 52   | 71   | 81   |
| Vuelta a EspañaVuelta | 108  | 94   | 75   | DNF  | –    | –    | –    |      |

| Monument                 | 2018 | 2019 | 2020 | 2021 | 2022 | 2023 | 2024 | 2025 |
| ------------------------ | ---- | ---- | ---- | ---- | ---- | ---- | ---- | ---- |
| Mailand–Sanremo          | –    | –    | 7    | 7    | 13   | 26   | –    | 15   |
| Flandern-Rundfahrt       | –    | –    | –    | –    | 20   | –    | –    |      |
| Paris–Roubaix            | –    | –    | –    | –    | –    | –    | –    |      |
| Lüttich–Bastogne–Lüttich | –    | –    | –    | 21   | –    | 71   | 14   |      |
| Lombardei-Rundfahrt      | –    | –    | 81   | –    | –    | –    | –    |      |